# Laparostoma
Unter einem Laparostoma versteht man eine künstlich hergestellte Verbindung zwischen Bauchhöhle und Außenwelt. Es dient bei Erkrankungen des Peritoneums oder Retroperitoneums als einfacher Zugangsweg zu den erkrankten Organen, um beispielsweise Spülungen vorzunehmen. So können häufige Laparotomien verhindert werden. Einsatzgebiete sind die akute nekrotisierende Pankreatitis oder eine eitrige Peritonitis.